# Tadeusz Strowski
Tadeusz Strowski (ur. 13 czerwca 1899 w Ropczycach, zm. ?) – działacz niepodległościowy, przemysłowiec.

## Życiorys
Urodził się 13 czerwca 1899 w Ropczycach, ówczesnym powiecie ropczyckim Królestwa Galicji i Lodomerii, w rodzinie Bolesława, doktora praw, adwokata, burmistrza Ropczyc i Janiny z domu Tauchert (Tanchert?).
6 sierpnia 1914, jako uczeń gimnazjum wstąpił do Legionów Polskich. Służył w 3. kompanii III batalionu 1 Pułk Piechoty. Podczas działań frontowych został ranny. W styczniu 1917 został zwolniony ze służby w Legionach Polskich, w stopniu sekcyjnego 1 pp, na podstawie przeprowadzonego postępowania superarbitacyjnego jako niezdolny do żadnej służby w pospolitym ruszeniu. 
W latach 30. XX wieku mieszkał w willi „Jasny Domek” w Krynicy-Zdroju. Na fiszce przechowywanej w Wojskowym Biurze Historycznym, w kartotece personalno-odznaczeniowej naniesiona została odręcznie adnotacja o treści: „dn. 6 III 1934 pismo woj. krak. o złej opinji – pismo we wniosku”.

## Ordery i odznaczenia
- Krzyż Niepodległości – 9 października 1933 „za pracę w dziele odzyskania niepodległości”[9][5]